# Grace King

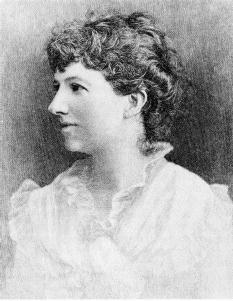
Grace King, 1887

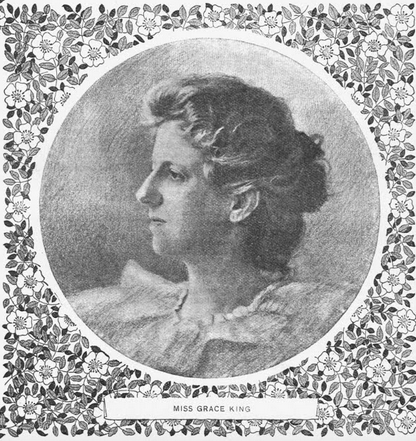
Grace King, Abbildung aus The Ladies' Home Journal, 1896

Grace Elizabeth King (* 29. November 1852 in New Orleans, Louisiana; † 14. Januar 1932 ebenda) war eine US-amerikanische Autorin zu Themen der Geschichte, Volkserzählungen und Biografien aus Louisiana.

## Leben
Grace Elizabeth King wurde als Tochter von William Woodson King und Sarah Ann Miller King geboren. King war das dritte von sieben Kindern. Kings Familie stammte aus aristokratischen Verhältnissen. Ihr Vater war ein prominenter Anwalt, Sklavenhalter und Miteigentümer einer Zuckerplantage, der L'Embarrass Plantation im südlichen Zentral-Louisiana. King und ihre Familie waren schottisch-irischer Abstammung, aber sie sozialisierten und identifizierten sich mit den aristokratischen Kreolen, obwohl sie keine kreolische Herkunft hatten.S. 2–4
Als die Unionstruppen im Sezessionskrieg in New Orleans einmarschierten und es besetzten, suchte die Familie King Zuflucht auf der Plantage L'Embarrass, wo sie bis zum Ende des Krieges auf der Plantage blieben. Die Kinder wurden während dieser Zeit von den Eltern und der Großmutter mütterlicherseits unterrichtet. Nach dem Krieg kehrte die Familie nach New Orleans zurück. Dort besuchte King, obwohl Presbyterianerin französischsprachige katholische Klosterschulen. Die Familie King verlor im Bürgerkrieg den größten Teil ihres Vermögens und ihrer Besitztümer. In den folgenden Jahren hatten sie daher mit finanziellen Schwierigkeiten und Demütigungen zu kämpfen. Viele Figuren in Kings Romanen befinden sich in ähnlichen Situationen.S. 6–18
Nach der Schulausbildung wurde King einige Male umworben und versuchte, geeignete Verehrer kennen zu lernen, aber sie heiratete sie und betrachtete eine Ehe auch nicht als zwingendes Ziel.S. 30 1884 lernte King Julia Ward Howe kennen und trat ihrem Literaturclub, den Pan Gnostics, bei. Jede Woche trafen sich die Mitglieder, um über literarische Themen zu diskutieren und einen Originalvortrag eines Mitglieds zu hören. Kings Beitrag, Heroines of Novels, wurde ihr erster veröffentlichter Artikel. Er wurde am 31. Mai 1885 in der New Orleans Times-Democrat veröffentlicht. Der Artikel verglich die verschiedenen Darstellungen von Frauen in der deutschen, französischen, britischen und amerikanischen Literatur.S. 48–53
King begann ihre literarische Karriere als Reaktion auf George Washington Cables negative Darstellung der Kreolen in Louisiana und wollte auf der Grundlage ihrer Beobachtungen und Erfahrungen ein sympathisches Bild der Louisianer und Südstaatler zeichnen. King verstand sich selbst als eine Art Repräsentantin der Region, obwohl sie selbst keine Kreolin war. Ein weiterer Grund, warum King mit dem Schreiben und Veröffentlichen begann, war ihr Wunsch, von ihren Brüdern finanziell unabhängig zu sein.
Im Juni 1915 verlieh die Tulane University King die Ehrendoktorwürde. 1918 erhielt King von Frankreich die goldene Palme eines Officier des Ordre des Palmes Académiques.S. 256, 282
In den letzten fünfzehn Jahren ihres Lebens wurde King häufig krank. 1928 hatte sie Schwierigkeiten, einen Stift zu halten und zu schreiben. Am 4. Januar 1932 erlitt King einen Schlaganfall und starb zehn Tage später.S. 304–7
Sie ist auf dem Metairie Cemetery in New Orleans begraben.
King beendete kurz vor ihrem Tod ihre Autobiografie Memories of a Southern Woman of Letters. Die Macmillan Publishing Company veröffentlichte Kings Autobiografie einige Monate später. In ihrer Autobiografie gab King nur wenig Auskunft über ihr Privatleben. Stattdessen hielt King ihre öffentliches Bild aufrecht, indem sie sich als respektable Südstaaten-Lady darstellte.S. 307f.
Die Grace King High School am Grace King Place in Metairie, Louisiana, wurde ihr zu Ehren benannt. Das Verwaltungsgebäude für Wohnheime an der Louisiana State University ist ebenfalls nach ihr benannt.

## Schriftstellerin
Auf der Cotton Centennial Exposition von 1885 traf King den Redakteur Richard Watson Gilder aus dem Norden. Die beiden diskutierten darüber, warum Kreolen die Literatur von George Washington Cable ablehnten, und Gilder fragte King, warum Louisianer wie sie selbst nie versuchten, ihre Interpretation von Louisiana zu schreiben. Am nächsten Morgen schrieb King ihre erste veröffentlichte Kurzgeschichte, Monsieur Motte, die mit Hilfe von Kings Freund und inoffiziellem Literaturagenten Charles Dudley Warner 1886 anonym in der New Princeton Review veröffentlicht wurde. Monsieur Motte beschreibt die Beziehung zwischen Marie Modeste, einem Waisenmädchen, das kurz vor dem Abschluss des Internats in New Orleans steht, und ihrer Friseurin Marcélite. Als der Onkel, der für Maries Ausbildung bezahlt, nicht kommt, um Marie nach Hause zu bringen, offenbart Marcélite, dass sie früher Sklavin von Maries Mutter war und Marie gegenüber loyal ist. Um sich um Marie kümmern zu können, erfindet Marcélite heimlich den mythischen Monsieur Motte und bezahlt Maries Ausbildung. King erkannte ihre Urheberschaft an der Geschichte erst nach deren Erfolg an. Mit der Ermutigung von Warner schrieb King drei weitere Teile und veröffentlichte sie 1888 neben der ursprünglichen Geschichte als Roman Monsieur Motte. Der Roman zeigt, wie Marie und Marcélite mit den Folgen von Marcélites Betrug umgehen. Der Roman begleitet Marie auch, als sie auf einem Ball in die Gesellschaft eintritt und Charles Montyon kennenlernt. Marie und Charles heiraten, wobei Marcélite Marie zum Altar führt.

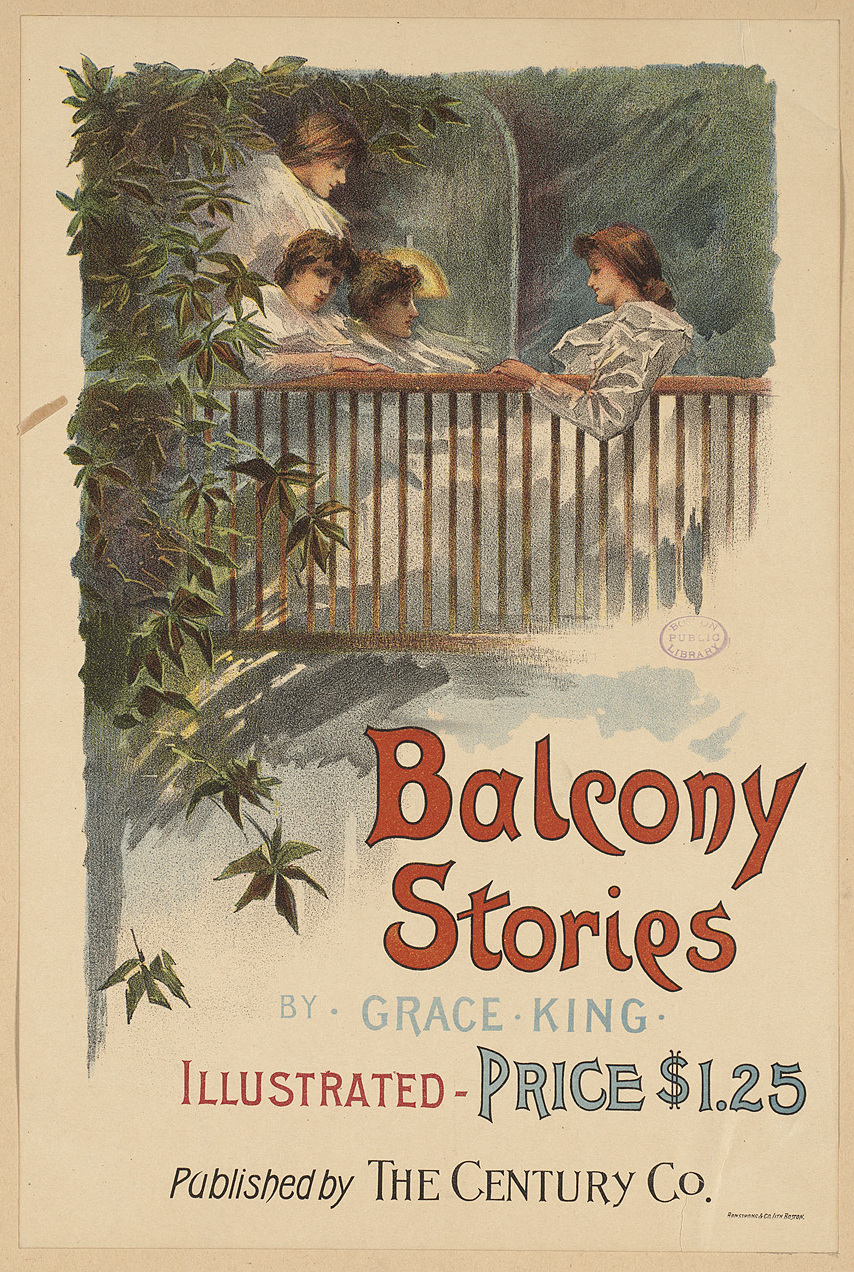
Reklameposter für den Buchhandel für Balcony Stories von Grace King

Nach der Veröffentlichung von Monsieur Motte begann King, Kurzgeschichten für das Harper’s Magazine zu schreiben. Viele dieser Geschichten erschienen später in ihrer Sammlung Tales of a Time and Place. King schrieb und veröffentlichte auch die Novellen Earthlings und The Chevalier Alain de Triton in Literaturzeitschriften.S. 98–105 1893 wurde eine weitere Sammlung von Kings Kurzgeschichten, Balcony Stories, veröffentlicht. Die Geschichten in Balcony Stories sind viel kürzer, enthalten weniger Beschreibungen und einfachere Handlungen.S. 141 f. Die Geschichten werden aber weiter aus der Sicht von Frauen erzählt, die aufgrund des Bürgerkriegs und der Reconstruction den Verlust von sozialem Status, Geld und Familienmitgliedern erlebten.
In den 1890er Jahren begann King mit dem Schreiben von Geschichtswerken, die sich auf das koloniale Louisiana konzentrierten. Kings Geschichten wurden stark von ihrem Freund Charles Gayarré beeinflusst. King widmete ihr Buch New Orleans: The Place and the People (1895) Gayarré. Über die Bedeutung von Kings historischen Werken streiten sich die Kritiker; die Meinungen reichen von unbedeutend, aufgrund des inhaltlichen Fokus auf Männer der Geschichte, bis zu wichtig, das sie die erste Frau war, die die Geschichte aus diesem Blickwinkel zusammentrug. Kings Interesse an und ihr Wissen über Geschichte führten dazu, dass sie über dreißig Jahre lang entweder als Sekretärin, Vizepräsidentin oder Präsidentin der Louisiana Historical Society tätig war.S. 189Ebenso unterschiedlich, insbesondere unter feministischen Kritikerinnen, ist die Einschätzung von Kings Einstellung zu schwarzen Frauen.
Auf einer Reise nach New York im Jahr 1899 traf King George Platt Brett Sr., den Präsidenten von Macmillan Publishers. Brett bat King, einen Roman über die Reconstruction im Stil der romantischen Werke von Thomas Nelson Page zu schreiben. King lehnte die Vorstellung ab, dass während der Reconstruction irgendetwas Romantisches passierte, aber sie schrieb einen Roman, The Pleasant Ways of St. Medard, der auf den Erfahrungen der Familie King während der Zeit der Reconstruction basierte. King verbrachte Jahre mit dem Schreiben des Buches und verlor dabei einen Großteil ihrer künstlerischen Energie. Das Buch wurde mehrfach von Macmillan und anderen Verlagen abgelehnt. Im Jahr 1916 erklärte sich Alfred Harcourt von Henry Holt and Company bereit, den Roman zu veröffentlichen, aber er wurde nie weit verbreitet oder bekannt gemacht. Viele Kritiker betrachten den Roman jedoch als Kings literarisch bestes Werk. Er erzählt die Geschichte von zwei Familien, einer weißen und einer schwarzen, in Louisiana. Der Roman begleitet die Familien durch die sozialen, wirtschaftlichen und psychologischen Auswirkungen des Bürgerkriegs, einschließlich der Krise der Männlichkeit, die die Patriarchen und die Freigelassenen des Südens durchleben. King beschreibt auch die neuen Rollen, die Frauen nach der militärischen Niederlage spielen.
Im Laufe ihrer literarischen Karriere schloss King Freundschaften und korrespondierte mit vielen der bedeutendsten Schriftsteller und Literaturkritiker ihrer Zeit. Einer ihrer berühmtesten Freunde war Mark Twain, mit dem sich King aufgrund seiner Südstaatenerziehung gut verstand und mit dem sie gerne Geschichten über den Mississippi austauschte.S. 65, 78 Durch ihre Reisen machte King Teil weitere Kontakte und sie tauschte Briefe mit Anne Clough, Sarah Orne Jewett und Ruth McEnery Stuart aus. King war auch mit Hamilton Wright Mabie, dem Herausgeber von Outlook, und Henry Mills Alden, dem Herausgeber von Harper's Magazine, befreundet.S. 277 King empfing häufig Schriftsteller, Redakteure und Professoren in ihrem Haus.

## Werke (Auswahl)
Viele Werke von King sind online verfügbar (z. B. auch auf Wikimedia Commons).
- Monsieur Motte (1888)
- Tales of a Time and Place (1892)
- Balcony Stories (1893)
- New Orleans: The Place and the People (1895)
- Stories from Louisiana History (1905)
- The Pleasant Ways of St. Médard (1916)
- Creole Families of New Orleans (1921)
- La Dame de Sainte Hermine (1924)
- Memories of a Southern Woman of Letters (1932)